# Neil Burger
Pour les articles homonymes, voir Burger.
Neil Burger, né le 22 novembre 1963 dans le Connecticut, est un réalisateur, scénariste et producteur américain.

## Biographie

### Débuts comme scénariste/réalisateur (années 2000)
Neil Burger est marié avec Diana Warner Kellogg, une architecte, depuis 1997.
Il s'impose comme un scénariste/réalisateur polyvalent dès ses débuts : en 2002, en livrant son premier long-métrage, le faux documentaire Interview with the Assassin (en), puis en 2006, avec le plus commercial film fantastique L'Illusionniste.
Deux ans plus tard, il s'essaie au cinéma indépendant en écrivant, produisant et réalisant la comédie dramatique The Lucky Ones, avec Rachel McAdams, Tim Robbins et Michael Peña dans les rôles principaux. Cette fois, c'est le flop critique et commercial. Il se concentre alors sur la mise en scène.

### Films de commande (années 2010)
Il est cependant déjà repéré par des grands studios qui lui proposent des films à gros budget : en 2011, il met ainsi en scène le thriller de science-fiction Limitless, avec Bradley Cooper dans le rôle-titre. Puis en 2014, il réalise le premier chapitre de la franchise pour adolescents, Divergente, avec la valeur montante Shailene Woodley en tête d'affiche.
S'il se contente du rôle de producteur exécutif des suites (sorties en 2014 et 2015), il met en boite le pilote d'une série télévisée faisant suite à Limitless. Il produit et réalise aussi les deux premiers épisodes de la série Billions, diffusés en 2016. La même année, il signe pour réaliser un remake du classique du cinéma français Intouchables (2011) d'Olivier Nakache et Éric Toledano. Intitulé Sous un autre jour, le film est présenté au Festival international du film de Toronto 2017, mais voit sa sortie décalée en janvier 2019, en raison de l'affaire Harvey Weinstein. Ce dernier était en effet le producteur du long-métrage.

## Filmographie
- 1991 : Books: Feed Your Head (série TV)
- 2002 : Interview with the Assassin (en) (+ scénariste)
- 2006 : L'Illusionniste (The Illusionist) (+ scénariste)
- 2008 : The Lucky Ones ((+ scénariste et producteur)
- 2011 : Limitless
- 2012 : The Asset (téléfilm)
- 2014 : Divergente (Divergent)
- 2017 : Sous un autre jour (The Upside)
- 2021 : Voyagers
- 2023 : La Fille du roi des marais (The Marsh King's Daughter)
- 2025 : Inheritance

## Distinctions
(en) Récompenses pour Neil Burger sur l’Internet Movie Database

### Nominations
- Film Independent's Spirit Awards 2003 : meilleur premier film et meilleur premier scénario pour Interview with the Assassin (en)
- Film Independent's Spirit Awards 2007 : meilleur scénario pour L'Illusionniste
- USC Scripter Award 2007 : meilleur scénario pour L'Illusionniste

### Récompenses
- Woodstock Film Festival 2002 : Prix du jury du meilleur film pour Interview with the Assassin (en)
- Festival du film d'Avignon 2003 : Prix Tournage pour Interview with the Assassin (en)